# Campionati del mondo di ciclismo su strada 2002 - Gara in linea femminile Elite
La gara in linea femminile Elite dei Campionati del mondo di ciclismo su strada 2002 è stata corsa il 12 ottobre in Belgio, nei dintorni di Heusden-Zolder, su un percorso di 128 km. L'oro è andato alla svedese Susanne Ljungskog che ha vinto con il tempo di 2h59'15" alla media di 42,84 km/h, argento alla svizzera Nicole Brändli e a completare il podio la spagnola Joane Somarriba.

## Squadre e corridori partecipanti
| N.    | Cod. | Squadra       |
| ----- | ---- | ------------- |
| 1-6   | LTU  | Lituania      |
| 7-13  | FRA  | Francia       |
| 14-20 | GER  | Germania      |
| 21-26 | NLD  | Paesi Bassi   |
| 27-32 | SUI  | Svizzera      |
| 33-35 | SWE  | Svezia        |
| 36-41 | ITA  | Italia        |
| 42-44 | CAN  | Canada        |
| 45-49 | NOR  | Norvegia      |
| 50-55 | GBR  | Regno Unito   |
| 56-58 | POL  | Polonia       |
| 59-64 | BEL  | Belgio        |
| 65-67 | NZL  | Nuova Zelanda |
| 68-73 | RUS  | Russia        |
| 74-78 | ESP  | Spagna        |
| 79    | ESA  | El Salvador   |

| N.      | Cod. | Squadra         |
| ------- | ---- | --------------- |
| 80      | MEX  | Messico         |
| 81-82   | DEN  | Danimarca       |
| 83-88   | UKR  | Ukraina         |
| 89      | SVK  | Slovacchia      |
| 90-91   | AUT  | Austria         |
| 92-93   | BLR  | Bielorussia     |
| 94      | BRA  | Brasile         |
| 95      | CZE  | Repubblica Ceca |
| 96-102  | AUS  | Australia       |
| 103     | COL  | Colombia        |
| 104-109 | USA  | Stati Uniti     |
| 110     | JPN  | Giappone        |
| 111     | ARG  | Argentina       |
| 112     | GRE  | Grecia          |
| 113     | FIN  | Finlandia       |
| 114     | ISR  | Israele         |

## Classifica (Top 10)
| Pos. | Corridore         | Squadra     | Tempo    |
| ---- | ----------------- | ----------- | -------- |
| 1    | Susanne Ljungskog | Svezia      | 2h59'15" |
| 2    | Nicole Brändli    | Svizzera    | s.t.     |
| 3    | Joane Somarriba   | Spagna      | s.t.     |
| 4    | Sara Carrigan     | Australia   | s.t.     |
| 5    | Alison Wright     | Australia   | a 18"    |
| 6    | Ol'ga Sljusareva  | Russia      | s.t.     |
| 7    | Magali Le Floch   | Francia     | s.t.     |
| 8    | Arenda Grimberg   | Paesi Bassi | s.t.     |
| 9    | Volha Hayeva      | Bielorussia | s.t.     |
| 10   | Sara Felloni      | Italia      | s.t.     |